# Bérenger Cernon
Pour les articles homonymes, voir Cernon.
Bérenger Cernon, né le 2 mai 1988 à Joigny, est un cheminot et homme politique français.

## Biographie
Employé de la SNCF depuis 2008, Bérenger Cernon est conducteur sur le RER D.
Il est encarté à la Confédération générale du travail (CGT) et a été délégué du personnel, puis secrétaire de CHSCT. Il a été engagé dans plusieurs mobilisations syndicales, notamment contre la réforme des retraites du gouvernement Fillon en 2010, qui l'a marqué : « On dormait au syndicat et on se levait tôt le matin pour tenir le piquet de grève. J’ai tout de suite aimé cette fraternité. » Il est ensuite engagé dans les mouvements et grèves contre la réforme ferroviaire de 2014, la loi Travail en 2016, le pacte ferroviaire en 2018 et la réforme des retraites de 2023,.
D'abord engagé au Parti communiste français et au Front de gauche, il rejoint La France insoumise à sa fondation en 2016, étant en désaccord avec son ancien parti sur la question du productivisme.
Il est conseiller municipal d'opposition à Yerres (Essonne) depuis 2023 et est élu député (Nouveau Front populaire/LFI) le 7 juillet 2024, dans la huitième circonscription de l'Essonne, face à Nicolas Dupont-Aignan, qui en était le député depuis vingt-sept ans, et au président du département François Durovray,. Il a souvent parlé des questions de transports, des problèmes rencontrés sur les lignes Transilien et de la défense du service public pendant sa campagne législative.

## Vie personnelle
Bérenger Cernon est le fils d'un père employé d'EDF et syndicaliste et d'une mère professeure des écoles. Il est père d'un enfant né en 2018.
Il est pratiquant amateur du tennis de table et de la course à pied.

## Résultats aux élections législatives
| Année | Parti et coalition | Parti et coalition | Circonscription | 1er tour | 1er tour | 1er tour | 2d tour | 2d tour | 2d tour | Issue |
| Année | Parti et coalition | Parti et coalition | Circonscription | Voix     | %        | Rang     | Voix    | %       | Rang    | Issue |
| ----- | ------------------ | ------------------ | --------------- | -------- | -------- | -------- | ------- | ------- | ------- | ----- |
| 2024  |                    | LFI (NFP)          | 8e de l'Essonne | 16 986   | 34,37    | 1er      | 20 185  | 40,52   | 1er     | Élu   |